# Opisthopsis rufithorax
Opisthopsis rufithorax es una especie de hormiga del género Opisthopsis, tribu, Camponotini, orden Hymenoptera. Fue descrita por Emery en 1895.

## Distribución
Se distribuye por Australia.

## Hábitat
Habita en troncos de árboles, nidos, arbustos, ramas y matorrales. Se ha encontrado a elevaciones de 15-220 metros.